# Фатмавати
Фатмава́ти (индон. Fatmawati), известная также как Фатмава́ти Сука́рно (индон. Fatmawati Soekarno); 5 февраля 1923 года, Бенкулу — 14 мая 1980 года, Куала-Лумпур) — супруга президента Индонезии Сукарно, первая леди Индонезии (1945—1967). Национальный герой Индонезии. Мать пяти детей, в том числе Мегавати Сукарнопутри — президента Индонезии в 2001—2004 годах.
Также известна как человек, в 1945 году сшивший первый флаг Индонезии.

## Биография

### Ранние годы жизни

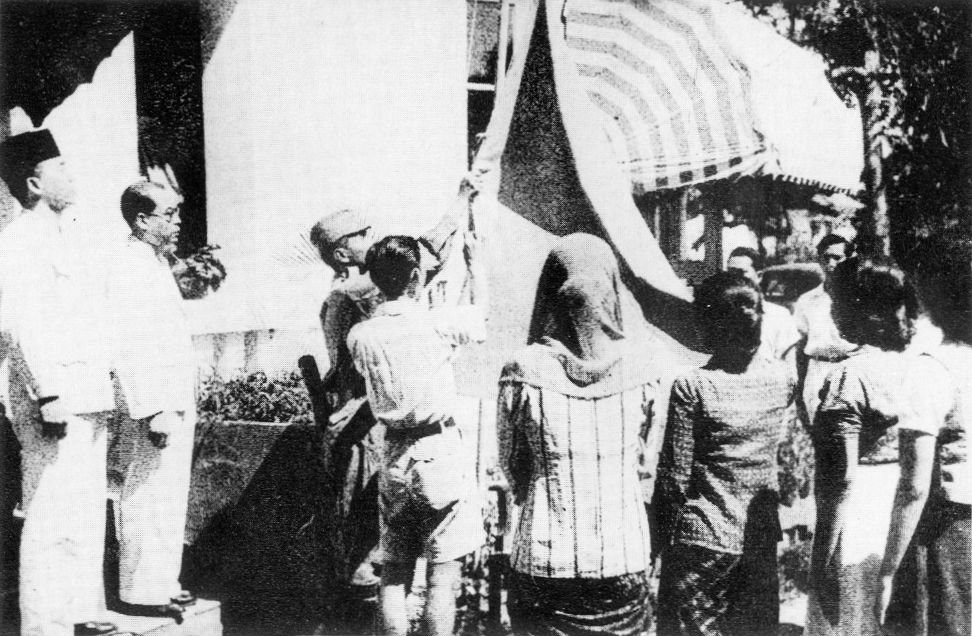
Церемония поднятия первого флага Индонезии, сшитого Фатмавати. Джакарта, 1945 год

Родилась 5 февраля 1923 года в Бенкулу в семье Хасана Дина (индон. Hasan Din) и его супруги по имени Хадиджа (индон. Chadijah). Принадлежала к народу минангкабау, одним из её предков была принцесса минангкабауского султаната Индрапура.
В подростковом возрасте Фатмавати познакомилась с Сукарно. В это время Сукарно был женат на Ингит Гарнасих, которая была старше мужа на 12 лет: детей у них не было, что стало основной причиной желания Сукарно взять себе новую жену. Однако в течение двух лет, до 1943 года, Ингит отказывалась дать мужу развод, что было препятствием для его брака с Фатмавати.
В 1943 году Фатмавати и Сукарно, наконец, поженились, а в следующем году в их семье родился первый ребёнок — сын Гунтур Сукарнопутра.
Ещё с 1930-х годов муж Фатмавати был одним из лидеров индонезийского движения за независимость. В 1945 году он возглавил Исследовательский комитет по подготовке независимости Индонезии, а 17 августа 1945 года зачитал, как председатель этого комитета, Декларацию независимости Индонезии. Государственным флагом новой страны было объявлено красно-белое полотнище: первый индонезийский флаг для церемонии провозглашения независимости Фатмавати сшила сама. На следующий день, 18 августа, Сукарно был избран первым президентом Индонезии, что сделало Фатмавати первой леди нового государства.

### Первая леди

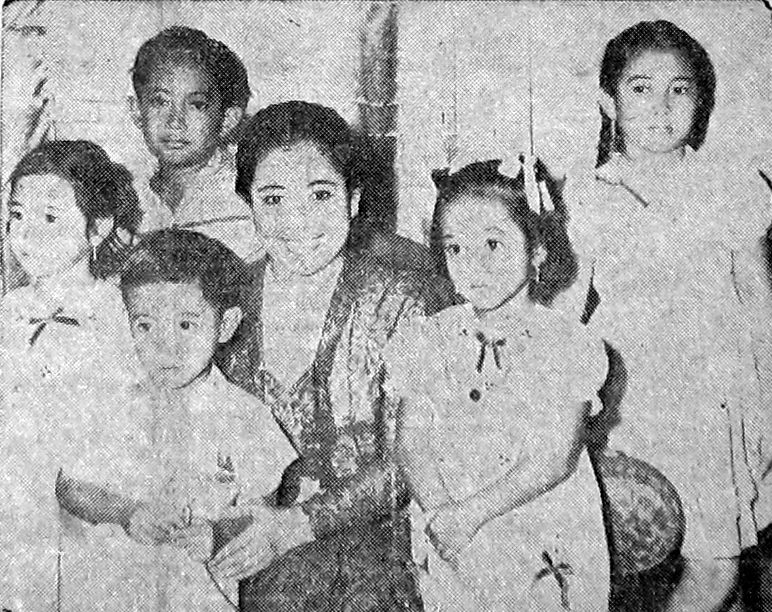
Фатмавати с детьми на своём дне рождения, 11 февраля 1956 года. Слева направо: задний ряд - Гунтур (11 лет), Мегавати (9 лет), передний ряд - Рахмавати (5 лет), Гурух (3 года), Сукмавати (4 года),

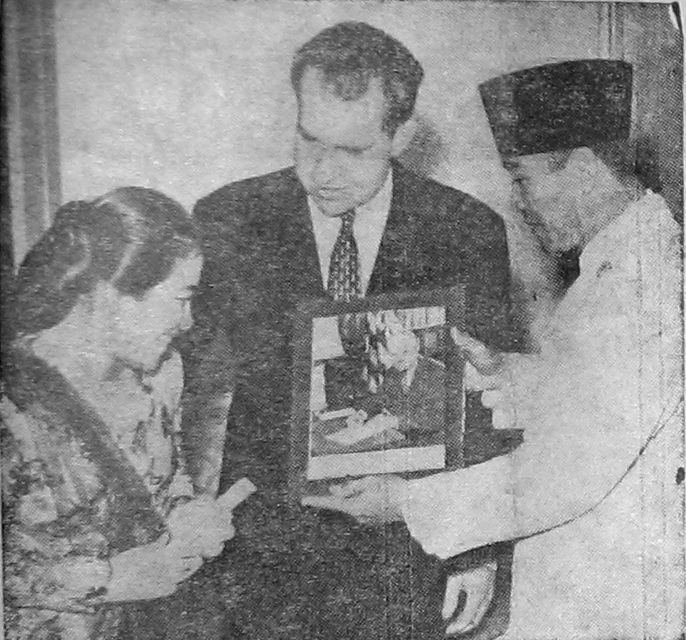
Фатмавати и Сукарно с вице-президентом США Ричардом Никсоном. 26 октября 1953 года

В 1947 году у Фатмавати и Сукарно появилась на свет дочь Мегавати (будущий президент Индонезии). Затем их семья пополнилась ещё двумя дочерьми — Рахмавати (род. 1950) и Сукмавати (род. 1951), а также сыном Гурухом (род. 1953).
С конца 1930-х годов в Индонезии набирало силу движение за права женщин. Индонезийские феминистки требовали, в первую очередь, реформу законов о браке — ограничения многожёнства и допущения разводов только через суд (по нормам шариата муж имел право развестись с женой, лишь произнеся формулу развода, не спрашивая на то согласие жены). Первоначально Фатмавати не поддерживала эту реформу. Однако её позиция изменилась после того, как Сукарно выразил намерение взять вторую жену.
В 1953 году второй женой Сукарно стала уроженка Джакарты Хартини. Президент желал, чтобы Фатмавати осталась его женой, однако она не пожелала жить в полигамной семье и съехала из президентского дворца. После этого она решила развестись с Сукарно, однако от этой идеи пришлось отказаться — в стране не нашлось шариатского судьи, который рискнул бы пойти против воли президента. В итоге старшая жена президента сохранила за собой статус первой леди., однако категорически отказывалась вернуться во дворец. Сукарно решительно пресекал любые попытки своих новых жён отбить у Фатмавати титул первой леди: так, когда вопрос об этом поставила Хартини (бывшая к тому времени матерью ещё двоих детей Сукарно), разгневанный президент сослал её в Богор.
После отъезда из дворца Фатмавати активно занималась благотворительностью, в частности помощью детям, больным туберкулёзом. В 1953 году она основала фонд Ibu Soekarno , при поддержке которого в 1954 году началось строительство больницы для таких больных в Южной Джакарте. Из-за проблем с финансированием больница стала долгостроем: она была открыта лишь в 1961 году, и не как специализированное учреждение для детей, больных туберкулёзом, а как больница общего профиля. В 1967 году больница получила название Центральная больница Фатмавати, под которым работает и по сей день.

### Последние годы жизни и смерть

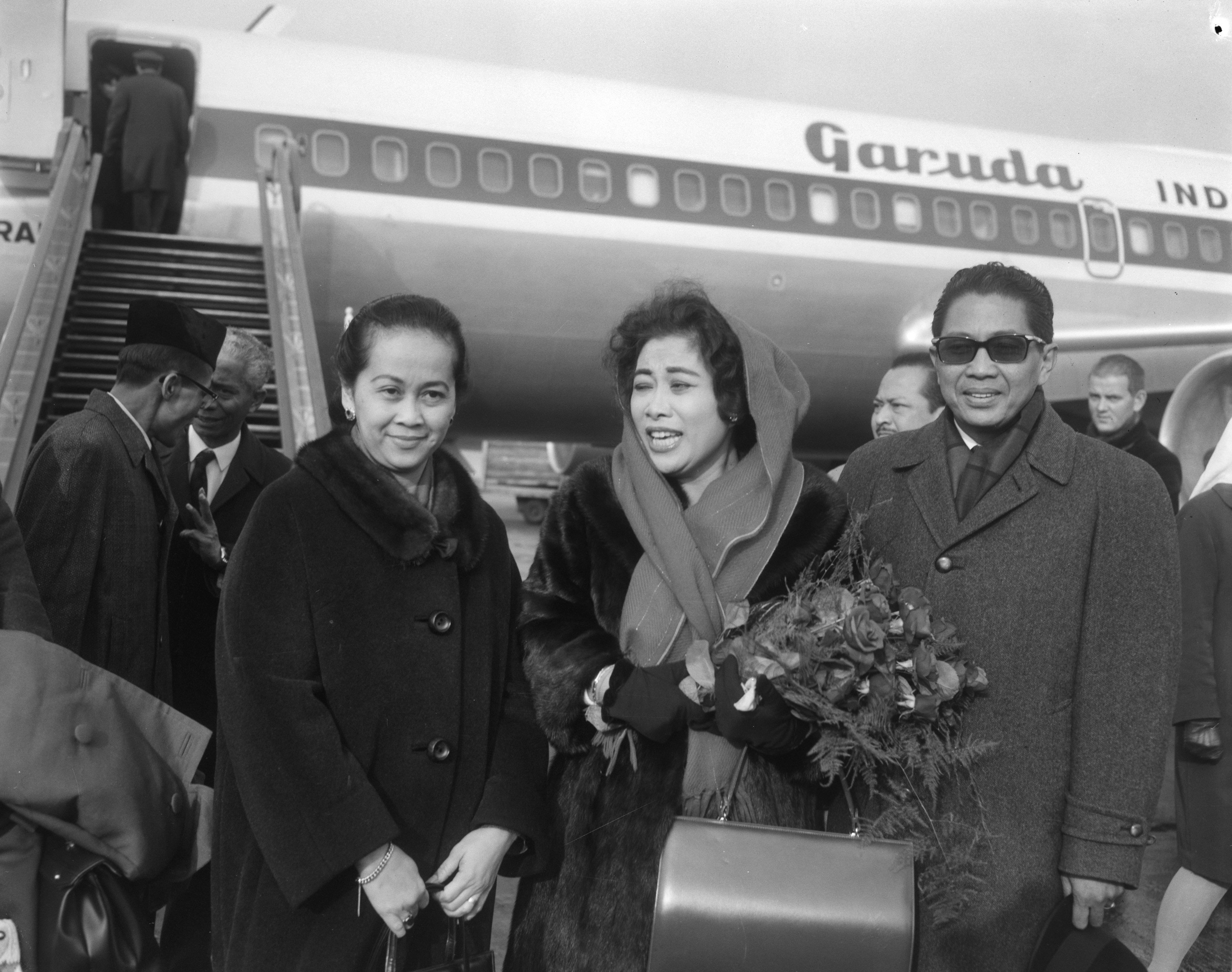
Фатмавати (в центре) в Нидерландах. 1966 год

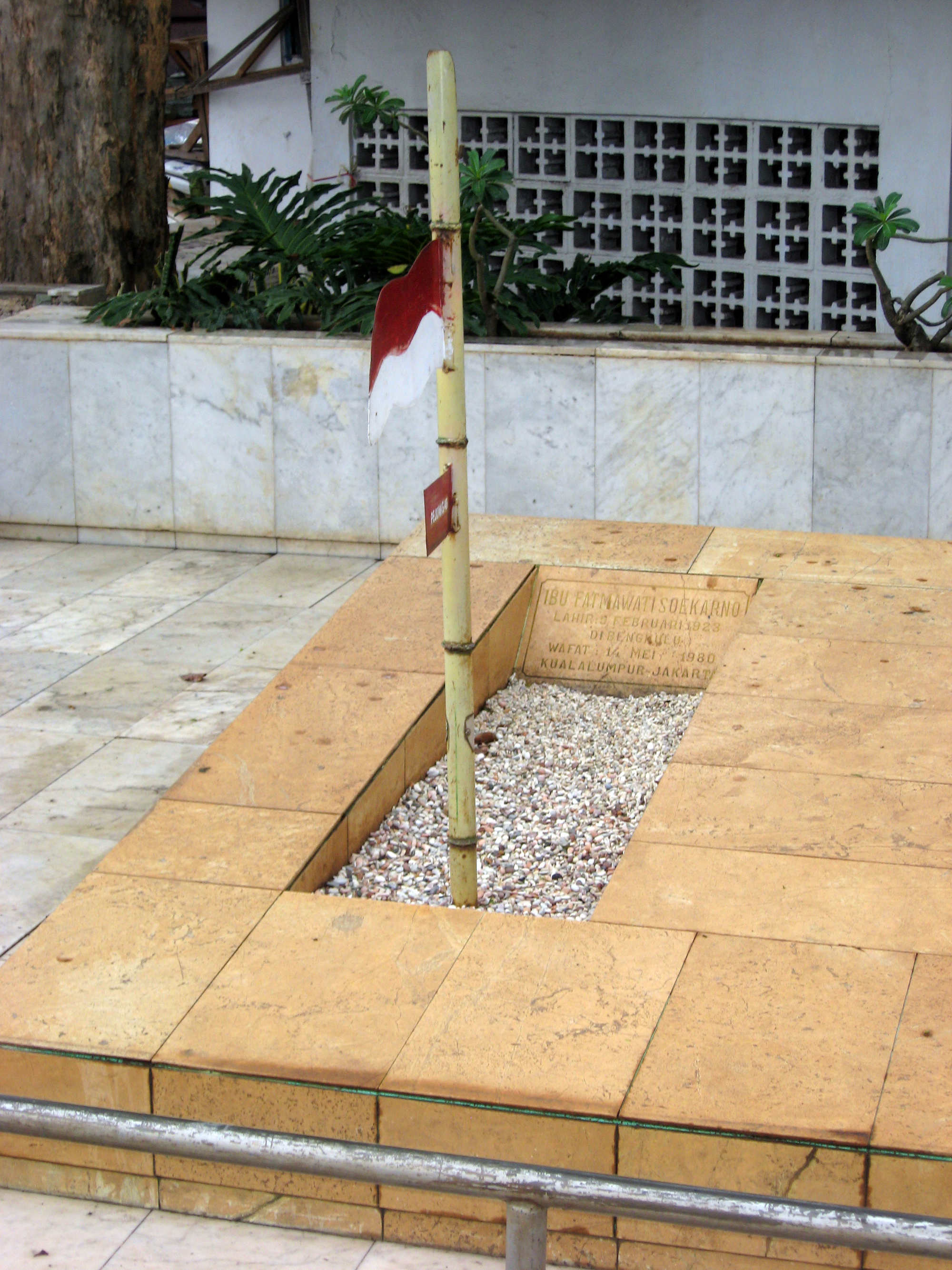
Могила Фатмавати на кладбище Карет Бивак

30 сентября 1965 года в Индонезии произошла попытка государственного переворота, осуществлённая левонастроенными офицерами Вооружённых сил. После её подавления власть начала постепенно переходить к правой верхушке Вооружённых сил во главе с генералом Сухарто. Сукарно оставался номинальным президентом до 1967 года, когда его сменил Сухарто, соответственно до этого времени Фатмавати номинально оставалась первой леди. В 1970 году Сукарно скончался.
В 1980 году Фатмавати решила совершить малый хадж (умру) в Мекку. 14 мая 1980 года в Куала-Лумпуре, где она остановилась по дороге из Мекки в Джакарту, у бывшей первой леди случился сердечный приступ, от которого она скончалась. Фатмавати была похоронена на кладбище Карет Бивак в Центральной Джакарте.

## Память
- Кроме уже упомянутой больницы в Южной Джакарте, в честь Фатмавати назван Аэропорт имени Фатмавати Сукарно[англ.] в Бенкулу.
- В 2000 году Фатмавати было присвоено звание Национального героя Индонезии